# Realfilm
 Der er for få eller ingen kildehenvisninger i denne artikel, hvilket er et problem. Du kan hjælpe ved at angive troværdige kilder til de påstande, som fremføres i artiklen.

 Realfilm (engelsk: live-action) beskriver typisk en spillefilm med levende skuespillere uden animation. På trods af det bliver udtrykket dog også brugt til at beskrive film hvor mennesker og tegnede karakterer optræder sammen, såsom Mary Poppins, Hokus Pokus Kosteskaft, Hvem Snørede Roger Rabitt? og Space jam.